# デジタルサイネージ

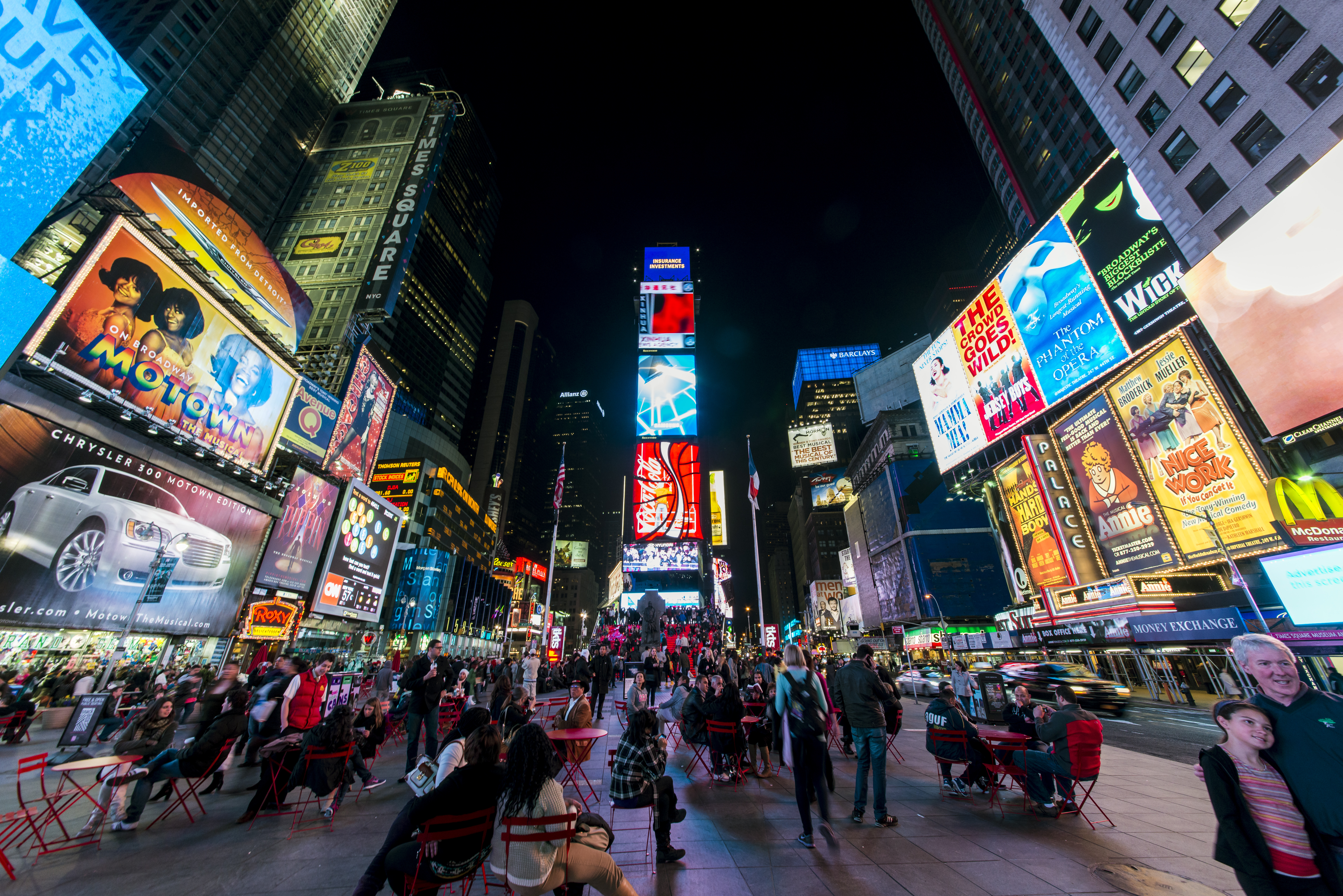
ニューヨークのマンハッタンにあるタイムズスクエア。沢山のデジタルサイネージが見られる。

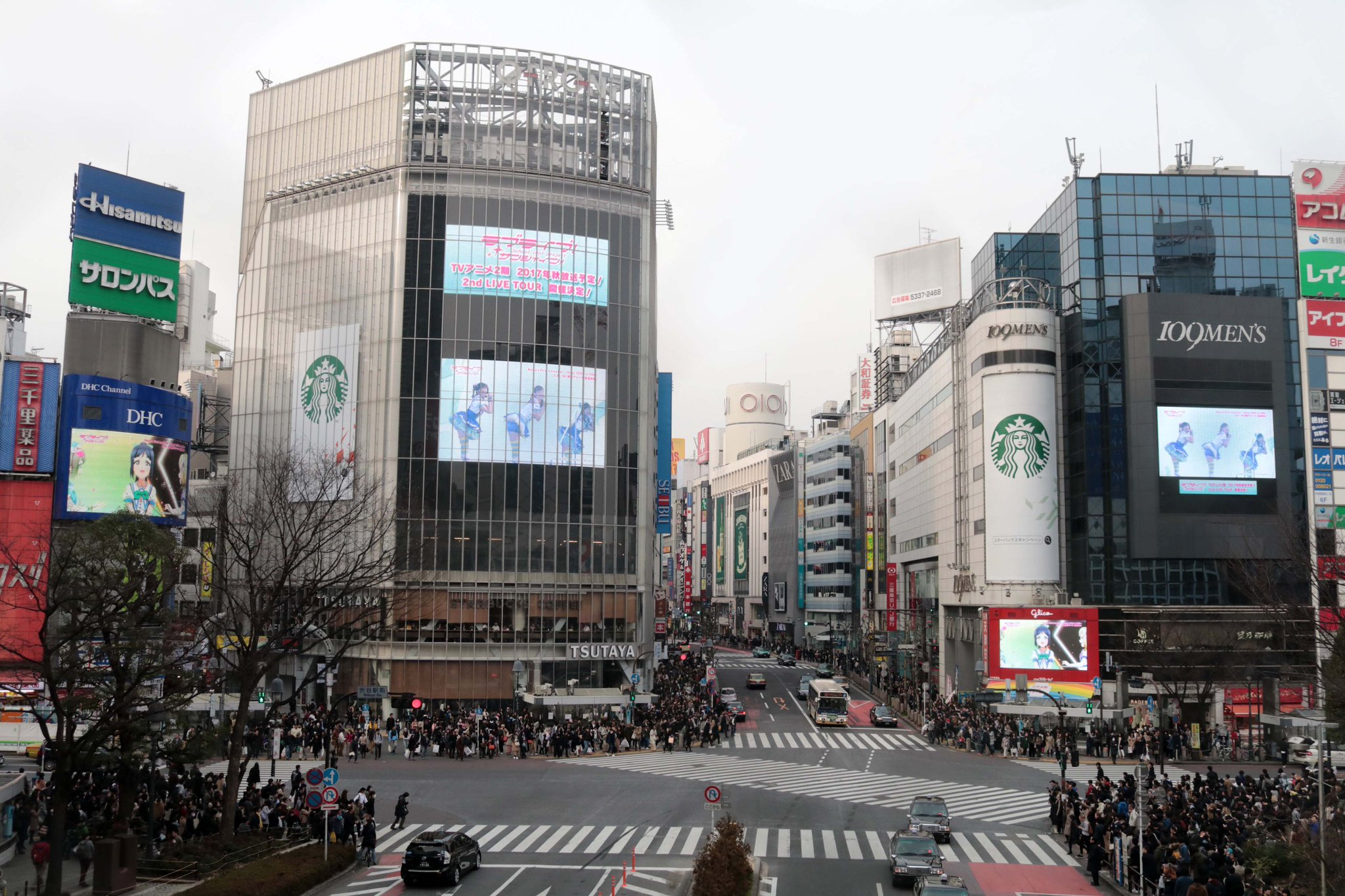
渋谷駅前の渋谷スクランブル交差点にある屋外用デジタルサイネージ4面。左から「DHCチャンネル」、「Q'S EYE」、「グリコビジョン」、「109フォーラムビジョン」。

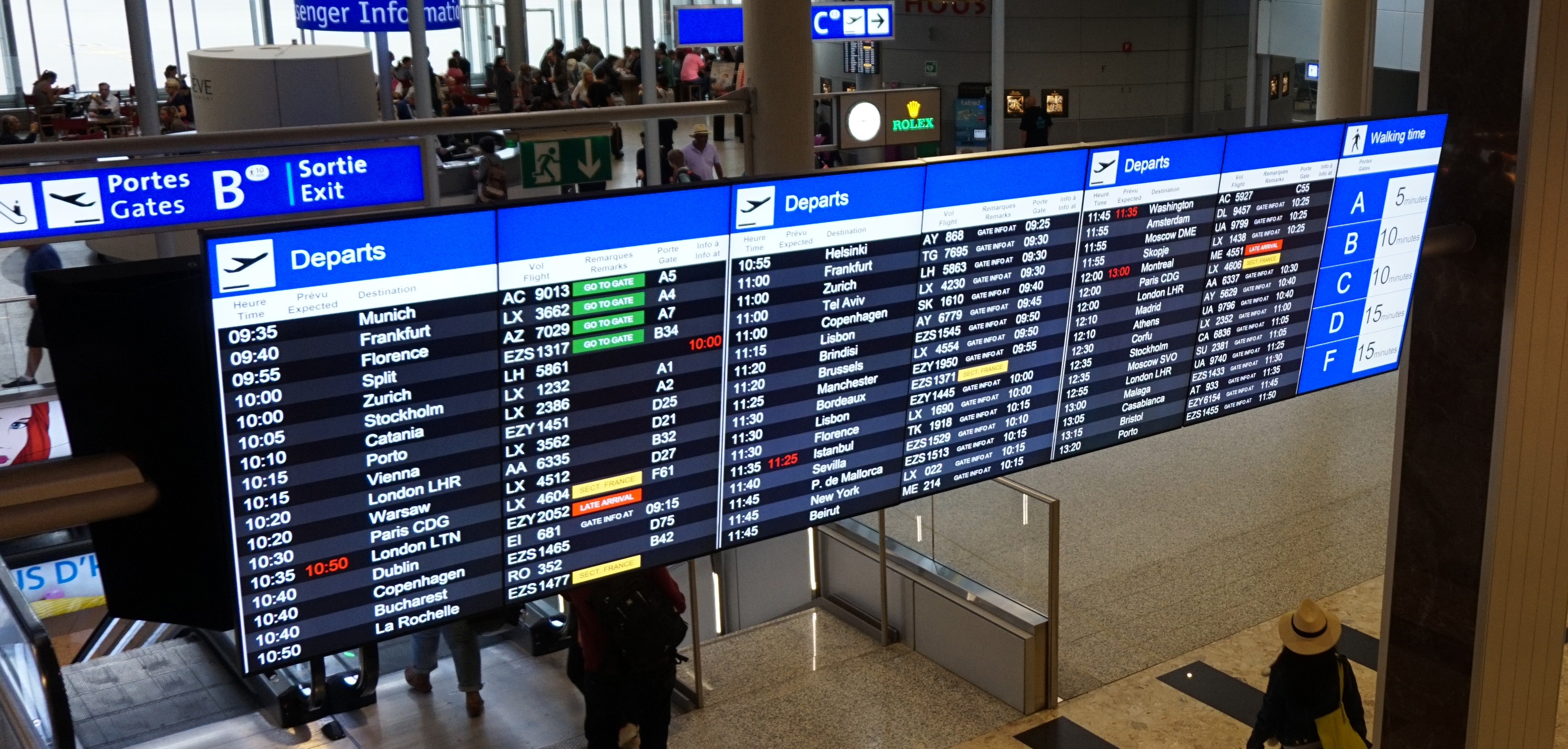
空港のデジタルサイネージの例。ジュネーブ空港の出発便案内。

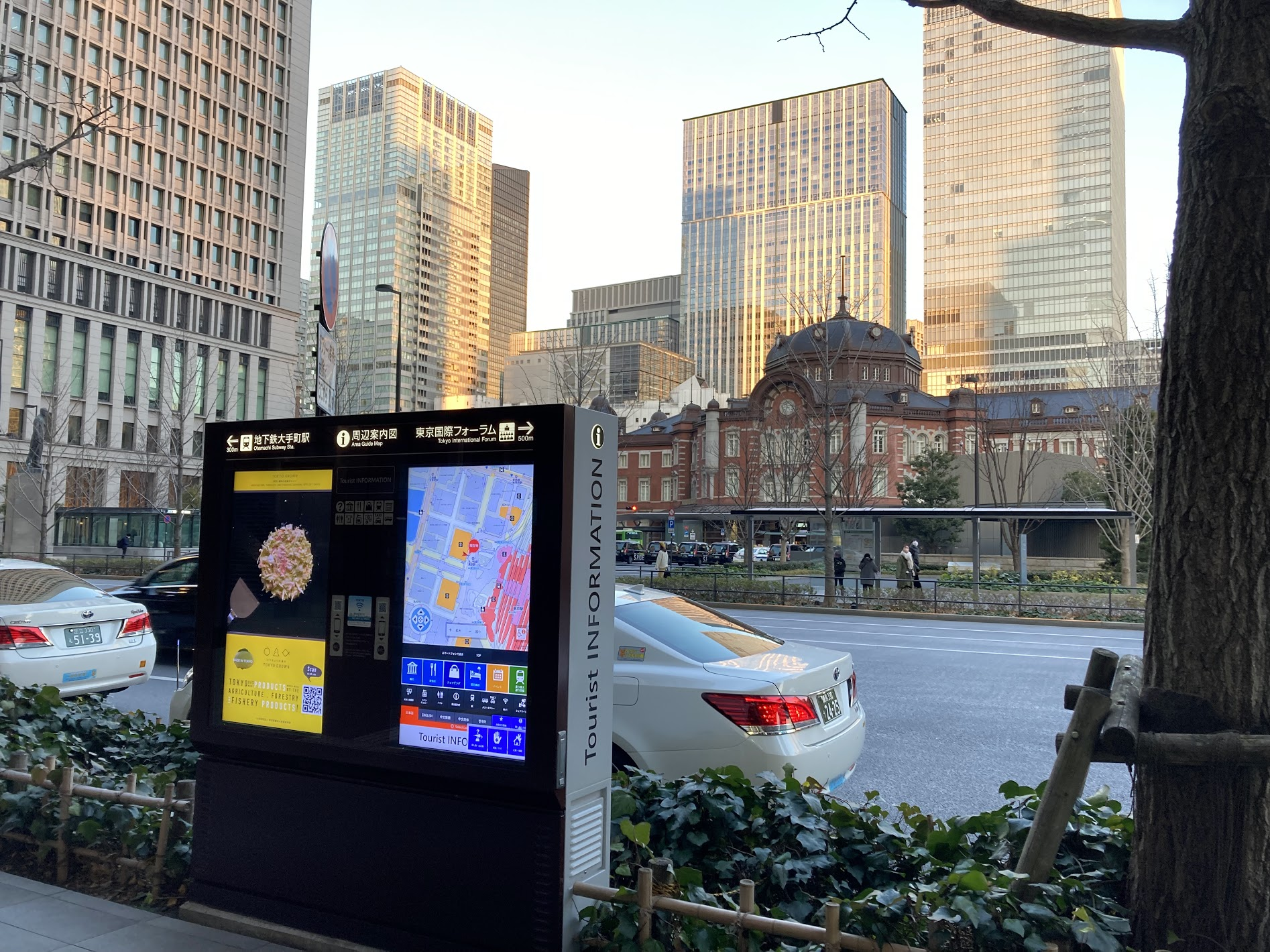
旅行者を対象としたタッチパネル式デジタルサイネージ。東京駅付近。

デジタルサイネージ（英: Digital Signage＝電子看板）とは、表示と通信にデジタル技術を活用して平面ディスプレイやプロジェクタなどに映像や文字を表示する情報・広告媒体である。
内蔵記憶装置に多数の表示情報を保持することで必要ならば秒単位で表示内容を切り替えたり動画表示を行うなど、多様な映像広告を展開できる。ネットワーク対応機の場合は、デジタル通信で表示内容を受信可能である。

## 呼称
別名として、ダイナミック・サイネージ、インタラクティブ・サイネージ、ナロー・キャスティング、映像配信、音声配信、デジタルPOP、デジタル・サイン、デジタル掲示板、デジタル表示サイネージ、デジタル・コンテンツ配信システム、電子POP、電子ポスター、電子ボード、電子情報ボード、電子ディスプレイ、電子看板システム、電子掲示板、電子広告板、流通向け情報配信、コーポレート・コミュニケーション・テレビ、イルミネーション・サイネージなどがあるが、すべて同等のシステムの呼称である。アウト・オブ・ホーム・アドバタイジング（OOH、直訳は家庭外広告だが、相当する日本語は「屋外広告」である）の一種。

## 装置の仕組み
表示装置
各種電子機器によって文字・動画・静止画を表示する。表示面積は建物の壁面サイズから自動販売機内蔵の小窓表示部サイズまでさまざまある。繁華街やビル上などの大型ディスプレイや、家庭用テレビ用モニターをはじめ、表示部が小さくても良い広告環境での展開もあり、モニターサイズのバリエーションがある。2020年代現在はLCD、LED、有機EL、映像プロジェクターなどが使用されている。過去にはブラウン管、VFD、プラズマディスプレイなどがあった。
コントロール部
映像表示制御部や通信制御部と共に記憶装置を備え、動画や静止画の情報を保持する。
デジタル通信路
公衆回線等で広告配信元から表示情報を受け取り、必要なら動作確認を返す。（スタンドアロン機の場合は省略される）
ストレージ
広告用の各種情報を保存する。内蔵メモリの他、メモリーカード等で拡張が可能となっている場合が多い
ソフトウェア
直接記憶媒体やPCから配信することも可能だが、予約配信や期限を決めたり、SNS連携などより詳細な設定を好む場合はデジタルサイネージソフトウェアの導入を検討することが多い。

## デジタルサイネージの配信方法
USB型デジタルサイネージ
多くの場合USB型デジタルサイネージが最も安価で導入コストが抑えられるため、導入数も多い。導入業界も幅広く、様々な業界で用いられる。
ネットワーク型デジタルサイネージ
有線で直接PCとディスプレイモニターを接続する有線ネットワーク型デジタルサイネージとPCやスマホから同じWi-Fiを経由して伝送（ミラキャストなど）する無線方式の2つがある。
クラウド型デジタルサイネージ
近年少しずつ増え始めているクラウドへデータを保存し、それをインターネット経由で配信する手法。多店舗展開または店舗内の複数のディスプレイを設置している企業での利用が多い。
※多くの場合、デジタルサイネージソフトウェアであればNoviSignのようにCMSと一体化していることが多いので作成も配信も管理も全てソフトウェア内で行う事が出来る。

## 利点
- テレビCMのように不特定多数に同じ広告を流すのではなく、設置場所の地域性を考慮した視聴者ターゲットの設定を行い、その特定層に焦点を絞った広告メッセージが発信できる。
- ネットワーク対応機の場合は、通信ネットワークを使ってリアルタイム操作・情報配信が可能。またスタンドアロン機の場合も多くの場合USBメモリやSDメモリーカード等の記憶媒体を介し、表示される広告内容を随時変更できる。したがって、最新情報が提供できるため視聴者の注視度が高まる。また、設置地域に即したリアルタイムなキャンペーンなどの情報配信が可能となる。
- ポスターやロール・スクリーン看板のような印刷物の取替えの手間がかからない点は、人件費の大きなコスト削減となり、多数の広告の表示内容の切り替えがいちどきにできる。
- 動画が表示できるために、視聴者の注目度が高まる。
- 1台の表示機でも複数の広告主に対して、広告表示枠を秒単位で切り売りできる。
- ビデオ・ウォールやイルミネーションとしての使い方にも発展させることができる。

上記の点で、従来の紙のポスターや同じ静止画を切り替えるだけのロール・スクリーン看板、同じ動画映像を（比較的小さな画面で）繰り返し再生するだけのビデオ・ディスプレイと比べて、優れた広告効果が期待できる。

## 設置場所
設置場所としては、ビルの壁面や屋上、自動販売機の一部分、デパート、スーパー、銀行、ホテル、映画館、アミューズメントスポット（パチンコ屋）、病院、空港、駅、バス停、タクシー車内、美術館など様々な場所があげられる。
世界的に繁華街では既に一般的なシステムとして成立しており、街の至るところで散見できる。また、その範囲は公共だけにとどまらず、高速道路のサービスエリア、鉄道車両の車内、大学のキャンパス・インフォメーションから企業のオフィスにおけるデジタル掲示板としてその活用範囲は拡大している。また道路脇の建物に設置する場合はそのポイントで渋滞がよく発生するかどうかも重要である。
日本国内の例では、渋谷スクランブル交差点に面した巨大な街頭ビジョンが古くから有名である。電車内にはトレインチャンネル（名称は各鉄道事業者によって異なる）がある。

## 広告以外での利用
主に商業用途の広告や販促ツールとして使われているが、ホテルのコンシェルジュ（案内係）のような案内・相談ツール、駅や空港での案内板、学校や会社内、地域共同体でのコミュニケーションツールとしても使用が可能である。

## 視聴者別最適化
従来のデジタルサイネージ機能に加え、HDカメラ映像をリアルタイムでAR処理をし、顔認識技術により、性別や年齢を瞬時に判断、見る人に合った映像を瞬時に生成。視聴者に最適なアイテムを表示させることが可能なデジタルサイネージが増えてきている。また、楽天技術研究所では、デジタルサイネージと利用者のスマートフォンをつなぎ、利用者にあった最適なコンテンツの表示を、プライバシーにも配慮した形で行うシステムを提案している。

## 今後の新技術の利用
薄型テレビには無い、新たな技術の実験場である。立体映像技術はすでに広告利用がなされたし、映像に合わせた香りを放つ装置、視聴者の有無や人数を画像認識により感知して表示内容を変える工夫、携帯電話との情報の連携などが計画されている。広告であるため、技術に新奇性があればそれだけで人目を引くという利点がある。米NewSight社では3D表示の製品を世界市場へ向けて年間4,000台販売している。また現在、開発中のペロブスカイト半導体であればRGB各色のペロブスカイト半導体材料をインクジェットなどで基板上に塗布してカラーフィルタの不要な柔軟性のある大面積のディスプレイが製造可能になる。